# Otto Hantke
Otto Hantke (21 de enero de 1907 - 1986) fue un Unterscharführer de las SS, asesino convicto y criminal de guerra alemán, que cometió crímenes de guerra en Polonia ocupada por los alemanes durante el Holocausto. Hantke se unió al Partido Nazi y a las SS en 1933. Entre al menos 1942 y 1944, Hantke se desempeñó como comandante del campo de trabajo de Budzyń y del campo de concentración de Poniatowa, ambos subcampos del campo de concentración de Majdanek, y fue oficial de las SS en el campo de concentración de Lipowa 7 y el campo de concentración de Stutthof.
En su cargo en Poniatowa, Hantke ayudó a coordinar la deportación de judíos al campo durante la liquidación del gueto de Varsovia después del levantamiento del gueto de Varsovia.
Por su participación durante el Holocausto, Hantke fue encarcelado en Alemania desde 1960 hasta 1967. En 1974, a la edad de 67 años, Hantke fue declarado culpable y sentenciado a cadena perpetua por los delitos cometidos en 1942 y 1943, entre ellos matar a tiros al menos a cuatro personas durante la deportación de judíos de Kraśnik en noviembre de 1942.

## Primeros años de vida
Nació el 21 de enero de 1907 en Kietrz, Alta Silesia. Se unió a las SS del Partido Nazi en 1933.

## Acciones durante el Holocausto

### Campo de concentración Lipowa 7
Era oficial de las SS en el campo de concentración Lipowa 7 en Lublin. Basado en la reputación de Hantke como un «buen organizador», el SS- und Polizeiführer en Lublin , Odilo Globocnik, le ordenó personalmente que fuera a Kraśnik.

### Campo de concentración de Budzyń
De septiembre a diciembre de 1942, Hantke ayudó a establecer y se desempeñó como primer comandante del campo de trabajo de Budzyń, donde los reclusos eran trabajadores esclavos en una fábrica de aviones Heinkel.
En su cargo en Budzyń, Hantke fue responsable de la selección durante la liquidación final del gueto de Krasnik en noviembre de 1942, de acuerdo con las órdenes de Christian Wirth, el inspector del régimen de asesinatos de Operación Reinhard. Hantke eligió a unos 150 hombres de Krasnik para encarcelarlos en Budzyń, y el resto fue deportado al campo de exterminio de Belzec. Más tarde envió a 50 prisioneros de Budzyń para ser expulsados a Zaklików. Disparó a otros, incluido el adolescente Baruch Krumholz.

### Campo de concentración de Poniatowa
Desde mayo hasta el verano de 1943, Hantke reemplazó a Birmes-Schulten como segundo comandante del campo de concentración de Poniatowa, otro subcampo de Majdanek. Hantke estuvo en Varsovia durante la liquidación del gueto de Varsovia después del levantamiento del gueto de Varsovia en mayo de 1943 para coordinar la deportación de judíos a Poniatowa.
Fue reemplazado como comandante en Poniatowa por Gottlieb Hering, quien había servido como comandante del campo de exterminio de Bełżec. Según el testimonio de sobrevivientes del Holocausto, Hantke maltrató brutalmente a los prisioneros de Poniatowa.

### Otras actividades
En el verano de 1943, Hantke fue enviado a Puławy para establecer otro subcampo de Majdanek en el aserradero local. Aunque el aserradero operó rentablemente, gracias a la explotación del trabajo de los prisioneros, los prisioneros allí, como en otros campos del complejo de Majdanek, fueron fusilados el 3 de noviembre de 1943, como parte de la Aktion Erntefest («Operación Festival de la Cosecha»).
A finales de 1944, Hantke fue reasignado al campo de concentración de Stutthof.

## Vida de posguerra y enjuiciamiento
Hantke sobrevivió a la guerra y se instaló en Alemania. Hantke fue condenado en Hamburgo en 1960 y puesto en libertad en 1967.
El 5 de diciembre de 1973, Hantke, de 66 años, y el coacusado Georg Michalsen fueron juzgados en Hamburgo por el asesinato de miles de judíos durante la liquidación del gueto de Varsovia. También fueron acusados de enviar a 300 000 judíos a la muerte en Treblinka. Hantke fue condenado por matar a cuatro judíos entre 1942 y 1943. Después de la condena de Hantke, el tribunal lo condenó a cadena perpetua.